# Torneo de Múnich 2009
El Torneo de Múnich es un evento de tenis que se disputa en Múnich, Alemania,  se juega entre el 2 y 10 de mayo de 2010 haciendo parte de un torneo de la serie 250 de la ATP.

## Campeones
- Individuales masculinos:  Tomáš Berdych derrota a   Mijaíl Yuzhny, 6–4, 4–6, 7–6.

- Dobles masculinos:  Jan Hernych /  Ivo Minář derrotan a  Ashley Fisher /  Jordan Kerr, 6–4, 6–4.